# Alfred Kastil
Alfred Kastil [ka:stil] (12. května 1874, Štýrský Hradec - 20. července 1950, Schönbühel/Donau, Dolní Rakousko) byl rakousko-německý filosof.
Vyučoval jako profesor na Univerzitě v Innsbrucku (1912 – 1933).

## Dílo
- Die Frage nach der Erkenntnis des Guten bei Aristoteles und Thomas, 1900
- F. Brentanos Kategorienlehre, 1934
- Ontologische und gnoseologischer Wahrheitsbegriff, 1934